# لی‌لی اینجا بود
«لی‌لی اینجا بود» (انگلیسی: Lily Was Here) تک‌آهنگی از هنرمند اهل بریتانیا دیو استیوارت و با هنرمندی ساکسیفون‌نواز هلندی کندی دالفر است که به‌عنوانِ ساندترک برای یک فیلم هلندی به عنوان «صندوق‌دارِ سوپرمارکت» (۱۹۸۹) ساخته و در همان سال منتشر شد.
این تک‌آهنگ در چارت‌های هلند به مدت پنج هفته در رتبه اول و در چارت‌های بلژیک، نروژ در رتبهٔ دوم قرار گرفت. این موسیقی، همچنین در چارت تک‌آهنگ‌های بریتانیا در رتبه ۶ و در چارت پُررقابت و دشوارِ ایالات متحده آمریکا به رتبه یازدهم دست یافت.

## گواهینامه‌ها
| منطقه                                                              | گواهی  | واحد گواهی‌شده/فروش |
| ------------------------------------------------------------------ | ------ | ------------------ |
| استرالیا (آی‌اف‌پی‌آی استرالیا)                                       | طلا    | ۳۵٬۰۰۰^            |
| فرانسه (اس‌ان‌ئی‌پی)                                                  | نقره   | ۲۰۰٬۰۰۰*           |
| هلند (ان‌وی‌پی‌آی)                                                    | پلاتین | ۱۰۰٬۰۰۰^           |
| * رقم فروش تنها بر پایهٔ گواهی‌ها. ^ رقم توزیع تنها بر پایهٔ گواهی‌ها. |        |                    |